# Воплощение страха
«Воплощение страха» (англ. Fear Itself) — американский телесериал, сочетающий в себе элементы мистики, драмы, ужасов, детектива и комедии.

## История создания
Сериал снят в городе Эдмонтон, провинции Альберта, Канада, дополнительные съемки проходили в городе Святого Альберта и в городе Девон, Альберта. Телесериал начал трансляцию 5 июня 2008 года на канале NBC. В эфир шоу вышло в четверг ночью, в 10 вечера. Во время летних Олимпийских игр 2008 сериал ушел на перерыв, с обещанием вернуться после того, как игры закончатся, но следующие эпизоды не были показаны. В то время как NBC отказался комментировать судьбу этих эпизодов после окончания Олимпийских игр, время было заполнено другими шоу и сериал был запланирован на NBC осенью 2008 года.
Название происходит от цитаты Франклина Рузвельта «Единственное, чего мы должны бояться, это самого страха» (англ. The only thing we have to fear is fear itself). Антология имеет сходство с «Мастерами ужасов» и разделяет некоторые творческие элементы: автономность рассказов в каждом эпизоде, не связанных между собой сюжетной линией и участием именитых режиссёров снимающих в жанре ужасов. Оба сериала были созданы Миком Гаррисом и продюсированы Эндрю Дином, Адамом Голдворм и Бен Браунинг. Стюарт Гордон, Брэд Андерсон, Джон Лэндис и Роб Шмидт были режиссёрами в обоих сериалах. Приглашенные звезды: Эрик Робертс, Анна Кендрик, Брэндон Рут, Бриана Эвиган, Элизабет Мосс и Кори Монтейт. Песня, звучащая в начале каждой серии, это «Lie Lie Lie» в исполнении Сержа Танкяна фронтмэна System of a Down, из его первого сольного альбома «Elect the Dead».
13 марта 2009 было подтверждено, что сериал отменен и не вернется на NBC. Полный сезон был выпущен на DVD 15 сентября 2009 года. Первый сезон включает в себя все тринадцать эпизодов.

## Персонажи и актёрский состав
| Актёр                   | Роль                                    |
| ----------------------- | --------------------------------------- |
| Маргерита Донато        | кричащая женщина (3 эпизода, 2008-2009) |
| Кристиан Гарон          | поставщик (3 эпизода 2008)              |
| Валери Вомак            | завсегдатай (2 эпизода, 2009)           |
| Мария Зидек             | женщина (2 эпизода, 2008)               |
| Мирси Монро             | Вирджиния (1 эпизод, 2008)              |
| Чарли Хофхаймер         | Скотт (1 эпизод, 2008)                  |
| Брайна Эвигал           | Хелен (1 эпизод, 2008)                  |
| Джози Дэвис             | Кэти Махоуни (1 эпизод, 2008)           |
| Джон Пайпер-Фергюсон    | Роуди Эдланд (1 эпизод, 2008)           |
| Сулай Энао              | Кристи (1 эпизод, 2008)                 |
| Джессика Паркер Кеннеди | Бекка (1 эпизод, 2009)                  |
| Кендрик Анна            | Шелби (1 эпизод, 2009)                  |

## Эпизоды
| Эпизод | Режиссёр            | Название              | Дата выхода |  |
| ------ | ------------------- | --------------------- | ----------- |  |
| 1      | Брек Айснер         | Жертва                | 5.06.2008   |  |
| 2      | Бред Андерсон       | Напуганный            | 12.06.2008  |  |
| 3      | Ронни Ю             | Семьянин              | 19.06.2008  |  |
| 4      | Джон Лэндис         | В болезни и в здравии | 26.06.2008  |  |
| 5      | Стюарт Гордон       | Людоед                | 3.07.2008   |  |
| 6      | Даррен Линн Баусман | Новый год             | 17.07.2008  |  |
| 7      | Мэрри Хэрон         | Община                | 24.07.2008  |  |
| 8      | Ларри Фессенден     | Кожа да кости         | 31.07.2008  |  |
| 9      | Эрнест Дикенсон     | Ради укуса            | 4.06.2009   |  |
| 10     | Джон Даль           | Шанс                  | 18.06.2009  |  |
| 11     | Роб Шмидт           | Портал духов          | 25.06.2009  |  |
| 12     | Руперт Уэйнрайт     | Эхо                   | 11.06.2009  |  |
| 13     | Эдуардо Родригес    | Круг                  | 2.07.2009   |  |